# Лициния (съпруга на Клавдий Азел)
Вижте пояснителната страница за други личности с името Лициния.
Лициния (на латински: Licinia, † 153 пр.н.е.) e знатна римлянка през първата половина на 2 век пр.н.е. от плебейския род Лицинии. Тя е съпруга на Клавдий Азел.
През 154 или 153 пр.н.е. Лициния и една Публиция (Publicia), съпругата на консула от 154 пр.н.е. Луций Постумий Албин, са обвинени в убийство на техните съпрузи чрез отрова. Въпреки че те предлагат на градския претор кауцион, не се състои процес. От фамилния съд те са признати за виновни и са удушени от роднини.